# Vidal Massiah
Vidal Jason Aubrey Massiah (1º febbraio 1979) è un ex cestista canadese.

## Carriera
Con il Canada ha disputato i Campionati americani del 2005.